# Збірна Французької Гвіани з футболу
Збі́рна Францу́зької Гвіа́ни з футбо́лу — національна футбольна команда, що представляє Французьку Гвіану на міжнародних футбольних турнірах, що проводяться під егідою КОНКАКАФ і КФС, і в товариських матчах. Контролюється Футбольною лігою Гвіани, що є однією з «гілок» Федерації футболу Франції. Збірна Французької Гвіани не має членства у ФІФА, оскільки є заморським департаментом Франції, тому не має права на участь в іграх чемпіонату світу. Як член КОНКАКАФ і КФС з 1978 року, Французька Гвіана повноправно бере участь як у Карибському кубку, так і в Золотому кубку КОНКАКАФ.

## Чемпіонат націй КОНКАКАФ
- 1963 – 1989— не брала участі

## Золотий кубок КОНКАКАФ
- 1991 – 2000 — не пройшла кваліфікацію
- 2002 — не брала участі
- 2003 — не брала участі
- 2005 — не пройшла кваліфікацію
- 2007 — не брала участі
- 2009 — не брала участі
- 2011 — не брала участі
- 2013 — не пройшла кваліфікацію
- 2015 — не пройшла кваліфікацію
- 2017 — груповий етап
- 2019 – 2025 — не пройшла кваліфікацію

## Кубок Карибських островів
- 1978 — не пройшла кваліфікацію
- 1979 — не брала участь
- 1981 — не пройшла кваліфікацію
- 1983 — 3-є місце
- 1985 – 1989 — не пройшла кваліфікацію
- 1990 — чемпіонат був перерваний і не дограли
- 1991 – 1994 — не пройшла кваліфікацію
- 1995 — груповий раунд
- 1996 – 1999 — не пройшла кваліфікацію
- 2001 — не брала участь
- 2005 — не пройшла кваліфікацію
- 2007 – 2010 — не брала участь
- 2012 — 7-е місце
- 2014 — 5-е місце
- 2017 — 3-є місце